# Ливен
Лѝвен (на немски: Lieven; на руски: Ливен) е балтийсконемски благороднически Род.
Извеждат родословието си от един от първите старейшини на ливите, приел християнството в края на XII век. Някои представители на рода стават известни на шведска, а по-късно на руска служба, като получават баронски, графски и княжески титли.

## Известни представители
- Александър фон Ливен (1860 – 1914), руски офицер
- Йохан Георг фон Ливен (1775 – 1848), руски офицер
- Карл фон Ливен (1767 – 1844), руски офицер и политик
- Серафима Ливен (1913 – 2004), руско-българска духовничка
- Шарлоте фон Ливен (1743 – 1828), руска придворна